# Casi Divas
Casi Divas is een Mexicaanse film uit 2008, geregisseerd door Issa López. De film verscheen in de Verenigde Staten onder de titel Road to Fame.

## Verhaal
Vier vrouwen uit verschillende regio's van Mexico doen mee aan een openbare competitie om de hoofdrol te krijgen in de nieuwe film van een bekende filmproducent van het land. In de film zijn sociale, etnische en genderconflicten aanwezig.

## Rolverdeling
- Patricia Llaca als Eva
- Julio Bracho als Alejandro
- Maya Zapata als Francisca
- Ana Layevska als Ximena
- Daniela Schmidt als Yesenia
- Diana García als Catalina

## Muziek
Regisseuse Issa López wist de Oscar-winnende filmcomponist Hans Zimmer te strikken voor een budget van slechts 1 Amerikaanse dollar. Zimmer verklaarde dat hij op het aanbod inging om te kunnen experimenteren. De productie van de soundtrack nam meer dan een maand in beslag.

## Prijzen
| Jaar | Prijs                                                       | Categorie      | Genomineerde(n) | Uitslag  |
| ---- | ----------------------------------------------------------- | -------------- | --------------- | -------- |
| 2008 | Los Angeles Latino International Film Festival (Jury Award) | Beste scenario | Issa López      | Gewonnen |